# Список бозонов
Это список бозонов в физике элементарных частиц. Бозоны имеют целочисленные спины, подчиняются распределению Бозе — Эйнштейна (отсюда название) и все участвуют в гравитационном взаимодействии. Существуют также составные бозоны — см. список мезонов.

## Фундаментальные бозоны
| Частица      | Символ | Масса, ГэВ/c²                                                             | Переносимое взаимодействие      | Взаимодействия, в которых участвует     | Спин | Время жизни, c                                                      | Пример распада (>5 %)                       | Электрический заряд, e |
| ------------ | ------ | ------------------------------------------------------------------------- | ------------------------------- | --------------------------------------- | ---- | ------------------------------------------------------------------- | ------------------------------------------- | ---------------------- |
| Фотон        | γ      | 0 (< 10−22 эВ/c2)                                                         | Электромагнитное взаимодействие | Электромагнитное взаимодействие         | 1    | стабилен                                                            |                                             | 0 (<10−32)             |
| W-бозон      | W±     | 80,385±0,015                                                              | Слабое взаимодействие           | Слабое взаимодействие, электромагнитное | 1    | 3⋅10−25                                                             | W− → e−+νe, W+ → e+νe                       | ±1                     |
| Z-бозон      | Z0     | 91,1876±0,0021                                                            | Слабое взаимодействие           | Слабое взаимодействие                   | 1    | 3⋅10−25                                                             | l + l (лептон + соответствующий антилептон) | 0                      |
| Глюон        | g      | 0 (теоретическое значение) < 0,0002 eV/c2 (экспериментальное ограничение) | Сильное взаимодействие          | Сильное взаимодействие                  | 1    | см. Конфайнмент                                                     |                                             | 0                      |
| Бозон Хиггса | H0     | 125,26±0,20±0,08                                                          | Поле Хиггса                     |                                         | 0    | 1,56⋅10−22 (предсказание Стандартной модели), ≥ 10−24 (эксперимент) | e++e−+e++e−                                 | 0                      |
| Гравитон     | G      | 0 (<{\displaystyle 1.96\cdot 10^{-20}} эВ/c².)                            | Гравитация                      |                                         | 2    | Гипотетическая частица                                              |                                             | 0                      |
| X-бозон      | X±     | ≈ 1015                                                                    | Неизвестно                      |                                         | 1    | Гипотетическая частица                                              | u + u → X+ → e+ + d−                        | ±4/3                   |
| Y-бозон      | Y±     | ≈ 1015                                                                    | Неизвестно                      |                                         | 1    | Гипотетическая частица                                              | u + d → Y− → νe + d−                        | ±1/3                   |

## Калибровочные бозоны
| Частица  | Символ | Масса, ГэВ/c²                                                             | Переносимое взаимодействие      | Взаимодействия, в которых участвует     | Спин | Время жизни, c         | Пример распада (>5 %)                       | Электрический заряд, e |
| -------- | ------ | ------------------------------------------------------------------------- | ------------------------------- | --------------------------------------- | ---- | ---------------------- | ------------------------------------------- | ---------------------- |
| Фотон    | γ      | 0 (<6⋅10−26)                                                              | Электромагнитное взаимодействие | Электромагнитное взаимодействие         | 1    | стабилен               |                                             | 0 (<10−32)             |
| W-бозон  | W±     | 80,385±0,015                                                              | Слабое взаимодействие           | Слабое взаимодействие, электромагнитное | 1    | 3⋅10−25                | W− → e−+νe, W+ → e+νe                       | ±1                     |
| Z-бозон  | Z0     | 91,1876±0,0021                                                            | Слабое взаимодействие           | Слабое взаимодействие                   | 1    | 3⋅10−25                | l + l (лептон + соответствующий антилептон) | 0                      |
| Глюон    | g      | 0 (теоретическое значение) < 0,0002 eV/c2 (экспериментальное ограничение) | Сильное взаимодействие          | Сильное взаимодействие                  | 1    | см. Конфайнмент        |                                             | 0                      |
| Гравитон | G      | 0 (<{\displaystyle 1.96\cdot 10^{-20}} эВ/c².)                            | Гравитация                      |                                         | 2    | Гипотетическая частица |                                             | 0                      |
| X-бозон  | X±     | ≈ 1015                                                                    | Неизвестно                      |                                         | 1    | Гипотетическая частица | u + u → X+ → e+ + d−                        | ±4/3                   |
| Y-бозон  | Y±     | ≈ 1015                                                                    | Неизвестно                      |                                         | 1    | Гипотетическая частица | u + d → Y− → νe + d−                        | ±1/3                   |

## Векторные бозоны
Векторные бозоны — бозоны со спином 1.
| Частица | Символ | Масса, ГэВ/c²                                                             | Переносимое взаимодействие      | Взаимодействия, в которых участвует     | Время жизни, c         | Пример распада (>5 %)                       | Электрический заряд, e |
| ------- | ------ | ------------------------------------------------------------------------- | ------------------------------- | --------------------------------------- | ---------------------- | ------------------------------------------- | ---------------------- |
| Фотон   | γ      | 0 (<6⋅10−26)                                                              | Электромагнитное взаимодействие | Электромагнитное взаимодействие         | стабилен               |                                             | 0 (<10−32)             |
| W-бозон | W±     | 80,385±0,015                                                              | Слабое взаимодействие           | Слабое взаимодействие, электромагнитное | 3⋅10−25                | W− → e−+νe, W+ → e+νe                       | ±1                     |
| Z-бозон | Z0     | 91,1876±0,0021                                                            | Слабое взаимодействие           | Слабое взаимодействие                   | 3⋅10−25                | l + l (лептон + соответствующий антилептон) | 0                      |
| Глюон   | g      | 0 (теоретическое значение) < 0,0002 eV/c2 (экспериментальное ограничение) | Сильное взаимодействие          | Сильное взаимодействие                  | см. Конфайнмент        |                                             | 0                      |
| X-бозон | X±     | ≈ 1015                                                                    | Неизвестно                      |                                         | Гипотетическая частица | u + u → X+ → e+ + d−                        | ±4/3                   |
| Y-бозон | Y±     | ≈ 1015                                                                    | Неизвестно                      |                                         | Гипотетическая частица | u + d → Y− → νe + d−                        | ±1/3                   |

## Безмассовые частицы
Безмассовые частицы — частицы с теоретической массой покоя 0.
| Частица  | Символ | Масса, ГэВ/c²                                                             | Переносимое взаимодействие      | Взаимодействия, в которых участвует | Спин | Время жизни, c         | Пример распада (>5 %) | Электрический заряд, e |
| -------- | ------ | ------------------------------------------------------------------------- | ------------------------------- | ----------------------------------- | ---- | ---------------------- | --------------------- | ---------------------- |
| Фотон    | γ      | 0 (<6⋅10−26)                                                              | Электромагнитное взаимодействие | Электромагнитное взаимодействие     | 1    | стабилен               |                       | 0 (<10−32)             |
| Глюон    | g      | 0 (теоретическое значение) < 0,0002 eV/c2 (экспериментальное ограничение) | Сильное взаимодействие          | Сильное взаимодействие              | 1    | см. Конфайнмент        |                       | 0                      |
| Гравитон | G      | 0 (<{\displaystyle 1.96\cdot 10^{-20}} эВ/c².)                            | Гравитация                      |                                     | 2    | Гипотетическая частица |                       | 0                      |

## Квазичастицы-бозоны
| Частица               | Символ | Масса, ГэВ/c² | Спин | Время жизни, c | Пример распада (>5 %) | Электрический заряд, e |
| --------------------- | ------ | ------------- | ---- | -------------- | --------------------- | ---------------------- |
| Фонон                 |        |               | 0    | Квазичастица   |                       |                        |
| Экситон               |        |               |      | Квазичастица   |                       |                        |
| Экситон Ванье — Мотта |        |               |      | Квазичастица   |                       |                        |
| Экситон Френкеля      |        |               |      | Квазичастица   |                       |                        |

## Голдстоуновские бозоны
В физике элементарных частиц и физике конденсированного состояния, голдстоуновские бозоны или бозоны Намбу-Голдстоуна − бозоны, которые обязательно появляются в моделях, испытывающих спонтанное нарушение непрерывной симметрии.
Примеры из реальных частиц:
| Частица | Символ          | Масса, МэВ/c² | Взаимодействия, в которых участвует | Спин | Время жизни, c        | Пример распада (>5 %)                                                                                      | Электрический заряд, e |
| ------- | --------------- | ------------- | ----------------------------------- | ---- | --------------------- | --- | ---------------------- |
| Пионы   | π±, π0          | 139,6         | Сильное, электромагнитное, слабое   | 0    | 2,6⋅10−8              | {\displaystyle \pi ^{+}\to \mu ^{+}+\nu _{\mu }} {\displaystyle \pi ^{-}\to \mu ^{-}+{\bar {\nu }}_{\mu }} | ±1, 0                  |
| Каоны   | K±, K0, KL, KS… | 493,7÷497,6   | Сильное, электромагнитное, слабое   | 0−   | 0,89⋅10−10 ÷ 5,2⋅10−8 | (см.) | ±1, 0                  |

Примеры из квазичастиц:
| Частица | Символ | Масса, МэВ/c² | Спин | Время жизни, c | Пример распада (>5 %) | Электрический заряд, e |
| ------- | ------ | ------------- | ---- | -------------- | --------------------- | ---------------------- |
| Фонон   |        |               | 0    | Квазичастица   |                       |                        |
| Магнон  |        |               | 1    | Квазичастица   |                       |                        |

## Сфермионы
В физике элементарных частиц, сфермион спин-0 частица-суперпартнёр (или счастица) своего ассоциированного фермиона. Сфермионы являются бозонами (скалярными бозонами), обладают теми же квантовыми числами. Могут быть продуктом распада бозона Хиггса. Не обладают спиральностью, поэтому у левой и правой версии фермиона отдельный сфермион.
| Частица                  | Символ                       | Масса, ГэВ/c² | Взаимодействия, в которых участвует | Электрический заряд, e |
| ------------------------ | ---------------------------- | ------------- | ----------------------------------- | ---------------------- |
| Сфермион                 | {\displaystyle {\tilde {f}}} | > 100—1000    |                                     |                        |
| Скварк                   | q͂                            | >29 ТэВ       | Сильное взаимодействие              | Кратен e/3             |
| Сверхний скварк          |                              | >29 ТэВ       | Сильное взаимодействие              | Кратен e/3             |
| Снижний скварк           |                              | >29 ТэВ       | Сильное взаимодействие              | Кратен e/3             |
| Сочарованный скварк      |                              | >29 ТэВ       | Сильное взаимодействие              | Кратен e/3             |
| Сстранный скварк         |                              | >29 ТэВ       | Сильное взаимодействие              | Кратен e/3             |
| Систинный скварк         |                              | >29 ТэВ       | Сильное взаимодействие              | Кратен e/3             |
| Спрелестный скварк       |                              | >29 ТэВ       | Сильное взаимодействие              | Кратен e/3             |
| Слептон                  | l͂                            | >300          |                                     |                        |
| Сэлектрон                |                              | >300          |                                     |                        |
| Сэлектронное снейтрино   |                              | >300          |                                     |                        |
| Смюон                    |                              | >300          |                                     |                        |
| Смюонное снейтрино       |                              | >300          |                                     |                        |
| Стау-лептон              |                              | >300          |                                     |                        |
| Стау-лептонное снейтрино |                              | >300          |                                     |                        |

### Комментарии
1. ↑  В Стандартной модели, ширина распада бозона Хиггса с массой 126 ГэВ/с2 предсказывается 4,21⋅10−3 ГэВ.[9] Среднее время жизни {\displaystyle \tau =\hbar /\Gamma }.